# Hotel Crișul Repede
În prima fază a proiectului (1890) Rimanóczy Kálmán sr. a construit aripa dinspre Criș a hotelului, aripa ce punea la dispoziția vizitatorilor, pe lângă cele treizeci de camere și o baie de aburi. Hotelul era dotat cu restaurant și cafenea. Intrarea dinspre strada Grigorescu prezintă o abordare inedită prin amplasarea în nișa existentă a unei statui reprezentând o femeie.
Noua aripă, dinspre teatru, construită în 1900 se aliniază stilului predecesoarei. Ferestrele mari, triple sunt ornate deasupra cu capete de femei. În mare parte, construcția se pastrează neatinsă, rezistând chiar și decorațiile interioare ale restaurantului, clădirea este ultimul exemplu în care decorațiile interioare se pastrează în proporție atât de mare.